# Giulia Andò
Giulia Andò (Palermo, 1988) è un'attrice italiana.

## Biografia
Figlia di Roberto Andò, nel 2001 lascia con il padre Palermo per Roma.
Dal 2008 frequenta il Centro sperimentale di cinematografia.
Nel 2021 collabora con il padre alla sceneggiatura della serie TV Solo per passione - Letizia Battaglia fotografa.
Nel 2022 è la protagonista femminile del film La stranezza con Toni Servillo e Ficarra e Picone e, per il ruolo di Santina, ottiene la candidatura come miglior attrice non protagonista ai David di Donatello 2023.

## Filmografia

### Cinema
- Diario senza date, regia di Roberto Andò (1995)
- La siciliana ribelle, regia di Marco Amenta (2008)
- L'inquilino, regia di Alessandro Tamburini (2010) - cortometraggio
- Dudas, regia di Matteo Carrega Bertolini (2011) - cortometraggio
- Viva la libertà, regia di Roberto Andò (2013)
- I distesi, regia di Tommaso Landucci (2015) - cortometraggio
- Le confessioni, regia di Roberto Andò (2016)
- La stranezza, regia di Roberto Andò (2022)
- L'abbaglio, regia di Roberto Andò (2025)

### Televisione
- I cerchi nell'acqua, regia di Umberto Marino (2011) - miniserie TV
- Cenerentola, regia di Christian Duguay (2011) - miniserie TV
- Questo è il mio paese, regia di Michele Soavi (2015) - serie TV

## Sceneggiatura
- Solo per passione - Letizia Battaglia fotografa (2021) - serie tv

## Teatro
- La tempesta, regia di Roberto Andò (2018/2020)
- Locandiera B&B, regia di Roberto Andò(2017/2018)
- Clitennestra, regia di Vincenzo Pirrotta (2015)
- Il quadro nero, regia di Roberto Andò (2015)
- Una lontana fedeltà, regia di Alessandro Berdini (2013)
- Sogno di una notte di mezza estate, regia di Bruce Myers (2007)